# Doces Poderes
Doces Poderes é um filme de comédia dramática brasileiro de 1996 dirigido e escrito por Lúcia Murat. O filme conta a história de uma jornalista que se muda para Brasília e se encontra em conflitos éticos de sua profissão. É protagonizado por Marisa Orth e Antônio Fagundes, com participações de José de Abreu, Otávio Augusto, Cláudia Lira e Tuca Andrada.

## Sinopse
Em ano eleitoral, jornalista íntegra chega a Brasília para dirigir a sucursal de uma importante emissora de tevê. No exercício da tarefa, sofre toda sorte de pressões e tentações.

## Elenco
- Marisa Orth... Bia Campos Jordão
- Antônio Fagundes... Chico Silva
- José de Abreu... deputado Ronaldo Cavalcanti
- Otávio Augusto... deputado Léo Miranda
- Cláudia Lira... Tatiana Lins
- Tuca Andrada... Alex
- Sérgio Mamberti... Bob
- Catarina Abdala... jornalista de Pernambuco
- Cristina Aché... jornalista do Paraná
- Paulo Adario... jornalista
- Elias Andreato... jornalista do Paraná
- Vicente Barcellos... Guilherme
- Solange Bastos... apresentadora
- Victor Biglione... ele mesmo
- Jonas Bloch... Paulo Beckman
- Mônica Botkay... fotógrafa
- Chico Díaz... jornalista de Rondônia
- Gaspar Filho... puxa-saco
- Murilo Grossi... amigo de Chico
- Luiz Guilherme ...Chefe de informática
- Amir Haddad... Dr. José Amâncio
- Vicente Janotti... candidato da oposição
- Flávia Lins... entrevistadora
- Néio Lúcio... dono do partido
- Gê Martu... ministro
- Cristina Melo... mulher de Chico
- Luís Melo... Araponga
- Carmem Moretzsohn... repórter da televisão
- Julia Murat... filha de Beckman
- Stepan Nercessian... candidato por Rondônia
- Guida Oliveira... Sra. Beckman
- Marcos Pecci... jornalista
- Rodrigo Penna... videoeditor
- Luís Antônio Pilar... Luisinho Vargas
- Zezé Polessa... jornalista de Brasília
- Paulo Rovira... amigo de Léo
- Bárbara... filha de Beckman
- Daniel Minc... filho de Beckman

## Produção
O filme é o segundo longa-metragem dirigido por Lúcia Murat, sendo o primeiro Que Bom te Ver Viva. A ideia do filme surgiu após Murat voltar ao Brasil depois de um tempo vivendo fora do país e se chocar com o fato de seus amigos jornalistas fazendo campanhas para candidatos variados e inusitados em todo o Brasil em época de eleição. A diretora explicou o fato em entrevista à Folha de S.Paulo:

"Nesse momento pensei em fazer um filme que mostrasse como essa crise, que ao mesmo tempo tem esse aspecto universal que é a quebra da utopia e da perda de perspectiva, se dava num país chamado Brasil."
Lúcia Murat começou a produção entrevistando amigos próximos que trabalharam durante a campanha política no início dos anos 1990 para ter uma resposta da situação dos jornalistas.
O filme foi produzido inteiramente com um orçamento de apenas R$ 500 mil. O elenco de atores que compõem o filme trabalhou gratuitamente. As gravações ocorreram em Brasília.

## Lançamento
O filme teve estreia mundial sendo exibido no Festival de Cinema de Sundance em janeiro de 1997. Em seguida, percorreu diversos festival por todo o mundo, como o Festival de Berlim (na mostra Fórum); Washington International Film Festival e Chicago Latino Film Festival, nos Estados Unidos; Festival de Mar del Plata, na Argentina; Festival de Havana em Cuba, entre outros.

## Recepção

### Critica dos especialistas e objeto de estudo
Em sua exibição no Festival de Sundance, o filme foi recebido com opiniões mistas por parte dos críticos e do público. Segundo a diretora, Lúcia Murat, a reação dos espectadores norte-americanos foi diferentes da dos brasileiros. Ela conta que eles deram risadas em momentos completamente diferentes do que se esperava.
O periódico Dar Tagesspiegel, da Alemanha, definiu o filme como: "Uma brilhante análise das relações entre poder, sexo e política no Brasil" A Variety elogiou a direção de Lúcia Murat a definindo como "criativa". A crítica da revista IstoÉ classificou o filme como "oportuno e competente".
Filipe Lacerda, em sua crítica ao site Vórtex Cultural, escreveu: "A mensagem que é passada pela maioria dos personagens é de que os tempos ideológicos mudaram, e que é preciso sujar as mãos, algo que desperta Bia, que ainda acredita que conseguirá mudar a realidade pondo a mão na massa. Ela acredita que não se contaminará."
Doces Poderes tornou-se um marco do cinema brasileiro dos anos 1990 e foi objeto de análise e estudo em diversos artigos publicados, sobretudo, na área de jornalismo. Lisandro Magalhães Nogueira, por exemplo, escreveu em seu artigo como o filme representa a perda da função primária de informação do jornalismo quando este se associa ao marketing político.

### Prêmios e indicações
| Ano  | Associações                         | Categoria      | Recipiente(s)    | Resultado |
| ---- | ----------------------------------- | -------------- | ---------------- | --------- |
| 1997 | Prêmio Guarani de Cinema Brasileiro | Melhor Filme   | Doces Poderes    | Indicado  |
| 1997 | Prêmio Guarani de Cinema Brasileiro | Melhor Direção | Lúcia Murat      | Indicado  |
| 1997 | Prêmio Guarani de Cinema Brasileiro | Melhor Atriz   | Marisa Orth      | Venceu    |
| 1997 | Prêmio Guarani de Cinema Brasileiro | Melhor Ator    | Antônio Fagundes | Indicado  |
| 1997 | Prêmio Guarani de Cinema Brasileiro | Melhor Roteiro | Lúcia Murat      | Indicado  |